# Beram Kayal
Beram Kayal (Arabisch: بيرم كيال, Hebreeuws: בירם כיאל) (Jadeidi-Makr, 2 mei 1988) is een Israëlisch voetballer die doorgaans als middenvelder speelt. Hij tekende in januari 2015 bij Brighton & Hove Albion, dat hem overnam van Celtic. Kayal debuteerde in 2008 in het Israëlisch voetbalelftal.

## Clubcarrière
Kayal speelde in de jeugdelftallen van Maccabi Haifa aanvankelijk als aanvaller vooraleer hij werd omgevormd tot centrale middenvelder. Hij debuteerde op het einde van het seizoen 2005-2006 tegen Maccabi Petach Tikwa. In vier seizoenen scoorde hij zes keer in 92 competitiewedstrijden voor Maccabi Haifa. Op 29 juli 2010 tekende hij een vierjarig contract bij Celtic. Hij kreeg het rugnummer 33. Hij debuteerde op 19 augustus 2010 tegen FC Utrecht. Hij gaf een assist op Efraín Juárez en werd tot man van de wedstrijd uitgeroepen. In zijn eerste seizoen maakte hij twee doelpunten in 21 competitiewedstrijden voor The Hoops. In zijn tweede seizoen speelde hij negentien competitiewedstrijden. Met Brighton & Hove Albion dwong Kayal in het seizoen 2016/17 promotie af naar de Premier League door als tweede te eindigen in de eindrangschikking.

## Interlandcarrière
Kayal kwam uit voor diverse Israëlische jeugdelftallen. Hij debuteerde op 6 september 2008 in het Israëlisch voetbalelftal, in een WK-kwalificatiewedstrijd tegen Zwitserland. Hij moest in dat duel na 62 minuten plaatsmaken voor Moshe Ohayon. Op 26 maart 2011 maakte Kayal in een EK-kwalificatiewedstrijd tegen Letland zijn eerste interlanddoelpunt.